# Susanna Foster
Susanna Foster właśc. Suzanne DeLee Flanders Larson (ur. 6 grudnia 1924 r. w Chicago, zm. 17 stycznia 2009 r.) – amerykańska aktorka.

## Filmografia
- 1992: Detour jako Evie
- 1945: That Night with You jako Penny
- 1945: Frisco Sal jako Sal Warren
- 1944: The Climax jako Angela
- 1944: This Is the Life jako Angela Rutherford
- 1944: Bowery to Broadway jako Peggy Fleming
- 1943: Top Man jako Connie Allen
- 1943: Upiór w operze (Phantom of the Opera) jako Christine Dubois
- 1942: Star Spangled Rhythm
- 1941: Glamour Boy jako Joan Wilslow
- 1941: There's Magic in Music jako Toodles LaVerne
- 1939: The Great Victor Herbert jako Peggy

## Życie prywatne
Była żoną Wilbura Evansa od 1948 do 1956. Mieli dwóch synów: Phillipa i Michaela.